# Bên kia sông
Bên kia sông là một bộ phim truyền hình được thực hiện bởi Hãng phim Truyền hình Thành phố Hồ Chí Minh, Đài Truyền hình Thành phố Hồ Chí Minh do Đỗ Phú Hải và Phạm Ngọc Châu làm đạo diễn. Phim phát sóng vào lúc 12h30 từ thứ 2 đến thứ 7 hàng tuần bắt đầu từ ngày 9 tháng 3 năm 2018 và kết thúc vào ngày 24 tháng 4 năm 2018 trên kênh HTV9.

## Nội dung
Bên kia sông xoay quanh Lê Tuấn (Tạ Minh Tâm) – một cậu bé mồ côi từ tuổi nhỏ, bị xã hội xô đẩy, sa chân vào chốn xã hội đen. Trưởng thành từ các băng đảng cùng sự gian xảo của mình, Tuấn nhanh chóng phất lên bằng nghề cho vay nặng lãi, đánh bạc, rồi nhanh chóng trở thành tên cầm đầu trong thế giới ngầm. Trong khi đó vợ Tuấn, Minh Thùy (Tuyết Thu), lại là một phụ nữ hiền lành, chất phác. Cô nhiều lần phát hiện thói trăng hoa của chồng và những tội ác chồng gây ra nhưng không dám tố cáo vì sợ ảnh hưởng đến tương lai của hai con gái nên đành chọn im lặng, mặc kệ mọi sự. Chỉ đến khi Minh Thùy tình cờ phát hiện chồng là chủ mưu trong việc ra lệnh đàn em giết một cô gái vô tội, cô mới bừng tỉnh và ngày đêm ra sức thuyết phục chồng quay đầu về bờ thiện lương...

## Diễn viên
- Tạ Minh Tâm trong vai Lê Tuấn
- Tuyết Thu trong vai Minh Thùy
- Quách Hồ Ninh trong vai Ngọc Đen
- Việt Anh trong vai Năm Cảnh
- Thanh Điền trong vai Tám Nghĩa
- Thương Tín trong vai Khang
- Hữu Tiến trong vai Thế Mạnh
- Bích Trâm trong vai Mai Phương
- Diệu Thúy trong vai Minh Khuê
- Tùng Haru trong vai Sỹ Hùng

Cùng một số diễn viên khác....

## Ca khúc trong phim
Bài hát trong phim là ca khúc "Khát" do Vũ Quốc Việt sáng tác và Yjalin thể hiện.

## Giải thưởng
| Năm  | Giải thưởng                                | Hạng mục                | (Người) đề cử   | Kết quả        | Tham khảo          |
| ---- | ------------------------------------------ | ----------------------- | --------------- | -------------- | ------------------ |
| 2018 | Liên hoan Truyền hình toàn quốc lần thứ 38 | Phim truyền hình        | —               | Giải bạc       | [ 6 ] [ 7 ]        |
| 2018 | Giải Cánh diều                             | Phim truyện truyền hình | —               | Cánh diều vàng | [ 8 ] [ 9 ] [ 10 ] |
| 2018 | Giải Cánh diều                             | Biên kịch xuất sắc      | Minh Diệu       | Đoạt giải      | [ 8 ] [ 9 ] [ 10 ] |
| 2018 | Giải Cánh diều                             | Biên kịch xuất sắc      | Ngô Hoàng Giang | Đoạt giải      | [ 8 ] [ 9 ] [ 10 ] |